# Blow (Beyoncé)
Blow è un brano musicale della cantante statunitense Beyoncé, facente parte del suo quinto album in studio Beyoncé pubblicato dalla Parkwood Entertainment e Columbia Records. La canzone è stata scritta da Pharrell Williams, Beyoncé, James Fauntleroy, Justin Timberlake, J-Roc e prodotto da Beyoncé e Pharrel Williams. 

## Pubblicazione
La canzone era stata inizialmente scelta come primo singolo insieme a Drunk in Love, ma a causa del testo ritenuto troppo esplicito, la scelta alla fine ricadde su XO; la canzone doveva poi essere estratto come singolo al posto di Partition, ma fu scartata. Il remix con il cantante Pharrell Williams, incluso nell’EP More, doveva essere rilasciato come ottavo singolo.

## Accoglienza
La canzone ha ricevuto recensioni favorevoli dalla critica musicale alla pubblicazione dell'album, venendo considerata tra le migliori tracce del progetto. Scrivendo per Rolling Stone, Rob Sheffield ha definito la canzone la migliore dell'album. Evan Rytlewski di The A.V. Club ha ritenuto che la canzone fosse «l'ultima grande canzone disco» del 2013.
Riguardo al brano Emily Mackay di NME ha scritto: «[La] più allegramente sfacciata di tutte [dell'album]. ... è il soft disco-tinged romp Blow». Jody Rosen di Vulture, recensendo l'album, ha definito la canzone «beatifica» l'animo e ha aggiunto che ha il potenziale per diventare un successo futuro. In un'altra recensione ha scritto che  «trova un punto di equilibrio tra il trip nostalgico e un funk futuristico». Andrew Hampp ed Erika Ramirez della rivista Billboard hanno elogiato la voce «sensuale» di Beyoncé nel brano, che hanno definito un «un brano imponente da club». Mikael Wood del Los Angeles Times ha ritenuto che la canzone «sontuosa» e che abbia permesso a Beyoncé «di sfoderare le sue impressionanti doti stilistiche e musicali».
Claire Lobenfeld di Complex ha scritto sebbene nelle ultime produzioni Justin Timberlake e Timbaland avessero «perso la capacità di creare il loro caratteristico e contagioso pop d'amore» nell'album di Timberlake The 20/20 Experience, Blow ha dimostrato il contrario: «I due hanno rinvigorito l'abusato tropo delle parti private come caramelle, scrivendo una delle canzoni più frizzanti di Bey. Aggiungete una produzione di Pharrell, e avrete uno dei pezzi più morbidi e seducenti dell'anno».

## Video musicale
Il video musicale di Blow è stato diretto da Hype Williams e prodotto da Tony McGarry. È stato girato nel settembre 2013 presso la pista di pattinaggio Fun Plex di Houston, in Texas, frequentata dalla cantante durante la sua infanzia. Le coreografie sono state curate da Todrick Hall, Frank Gatson Jr. e Chris Gran. Nel video sono presenti la sorella di Beyoncé, Solange Knowles, i suoi ballerini, tra cui il duo di danza francese Les Twins e la sua band tutta al femminile.

## Successo commerciale
Nonostante non sia stato pubblicato come singolo, negli Stati Uniti Blow ha esordito alla posizione numero 48 della classifica Dance Club Songs di Billboard per la settimana che si è conclusa l'8 febbraio 2014. Dopo sette settimane di ascesa, il brano ha raggiunto la vetta della classifica per la settimana che si è conclusa il 22 marzo 2014. Tale piazzamento ha dato a Beyoncé il suo 19° singolo al numero uno della suddetta classifica e l'ha portata a pari merito con Janet Jackson come terze artiste con più numeri uno.